# Resolutie 1884 Veiligheidsraad Verenigde Naties
Resolutie 1884 van de Veiligheidsraad van de Verenigde Naties werd unaniem aangenomen op 27 augustus 2009 en verlengde de VN-operatie in het zuiden van Libanon met een jaar.
De spanningen langs de grens tussen Libanon en Israël waren weer opgelopen. Israël vond dat activiteiten van Hezbollah in de streek resolutie 1701 schonden. Libanon vond dan weer dat die resolutie nooit volledig was uitgevoerd en verwees naar Israëlische spionagenetwerken en de "dagelijkse" schendingen van het Libanese luchtruim.

## Achtergrond
Na de Israëlische inval in Zuidelijk Libanon eind jaren 1970, stationeerden de Verenigde Naties de tijdelijke VN-macht UNIFIL in de streek. Die moest er de vrede handhaven totdat de Libanese overheid haar gezag opnieuw kon doen gelden.
In 1982 viel Israël Libanon opnieuw binnen voor een oorlog met de Palestijnse PLO. Midden 1985 begon Israël met terugtrekkingen uit het land, maar geregeld vonden nieuwe aanvallen en invasies plaats.
Op 12 juli 2006 brak een oorlog uit tussen Hezbollah uit Libanon en Israël die een maand zou duren.

## Inhoud
Libanon had gevraagd dat het mandaat van de UNIFIL-macht in het zuiden van het land opnieuw zou worden verlengd met een jaar.
De Veiligheidsraad riep alle betrokken partijen op zich meer in te spannen om resolutie 1701 uit 2006 uit te voeren. Ze was bezorgd om de schendingen van die resolutie en benadrukte dat de zone tussen de Blauwe Linie en de Litani-rivier vrij moest zijn van militairen en wapens behalve die van Libanon zelf en UNIFIL. De partijen werden verder opgeroepen de Blauwe Linie in zijn geheel te respecteren, ook in Ghajar.
Libanon had voorts om een internationale macht gevraagd die het land kon bijstaan bij de uitoefening van haar gezag in heel het grondgebied. UNIFIL was geautoriseerd om alle nodige maatregelen te nemen om te zorgen dat geen vijandige activiteiten plaatsvonden in Zuid-Libanon.
Het mandaat van UNIFIL werd verlengd tot 31 augustus 2010. Alle partijen werden opgeroepen het einde van de vijandelijkheden en de Blauwe Linie te respecteren, samen te werken met UNIFIL en ook diens veiligheid en bewegingsvrijheid te respecteren. Ook werd aangedrongen op samenwerking met de Veiligheidsraad en secretaris-generaal Ban Ki-moon om tot een permanent staakt-het-vuren en een oplossing op lange termijn te komen.
De secretaris-generaal werd gevraagd elke 4 maanden te blijven rapporteren over de uitvoering van resolutie 1701. De secretaris-generaal werkte ook nog aan de herziening van de operationele capaciteiten, de sterkte, middelen en vereisten van UNIFIL.
Ten slotte herhaalde de Veiligheidsraad nogmaals de noodzaak van duurzame vrede in het Midden-Oosten op basis van haar vroegere resoluties 242, 338 en 1515.

## Verwante resoluties
- Resolutie 1860 Veiligheidsraad Verenigde Naties
- Resolutie 1875 Veiligheidsraad Verenigde Naties
- Resolutie 1899 Veiligheidsraad Verenigde Naties
- Resolutie 1934 Veiligheidsraad Verenigde Naties (2010)

Lijst ·  1860 ·  1861 ·  1862 ·  1863 ·  1864 ·  1865 ·  1866 ·  1867 ·  1868 ·  1869 ·  1870 ·  1871 ·  1872 ·  1873 ·  1874 ·  1875 ·  1876 ·  1877 ·  1878 ·  1879 ·  1880 ·  1881 ·  1882 ·  1883 ·  1884 ·  1885 ·  1886 ·  1887 ·  1888 ·  1889 ·  1890 ·  1891 ·  1892 ·  1893 ·  1894 ·  1895 ·  1896 ·  1897 ·  1898 ·  1899 ·  1900 ·  1901 ·  1902 ·  1903 ·  1904 ·  1905 ·  1906 ·  1907